# Kamienica przy ulicy 3 Maja 10 w Katowicach
Kamienica przy ulicy 3 Maja 10 w Katowicach – kamienica mieszkalno-handlowa w Katowicach, położona przy ulicy 3 Maja 10 w dzielnicy Śródmieście. Wzniesiono ją w 1899 roku w stylu eklektyzmu z elementami modernizmu, a zaprojektował ją Anton Zimmermann. 

## Historia

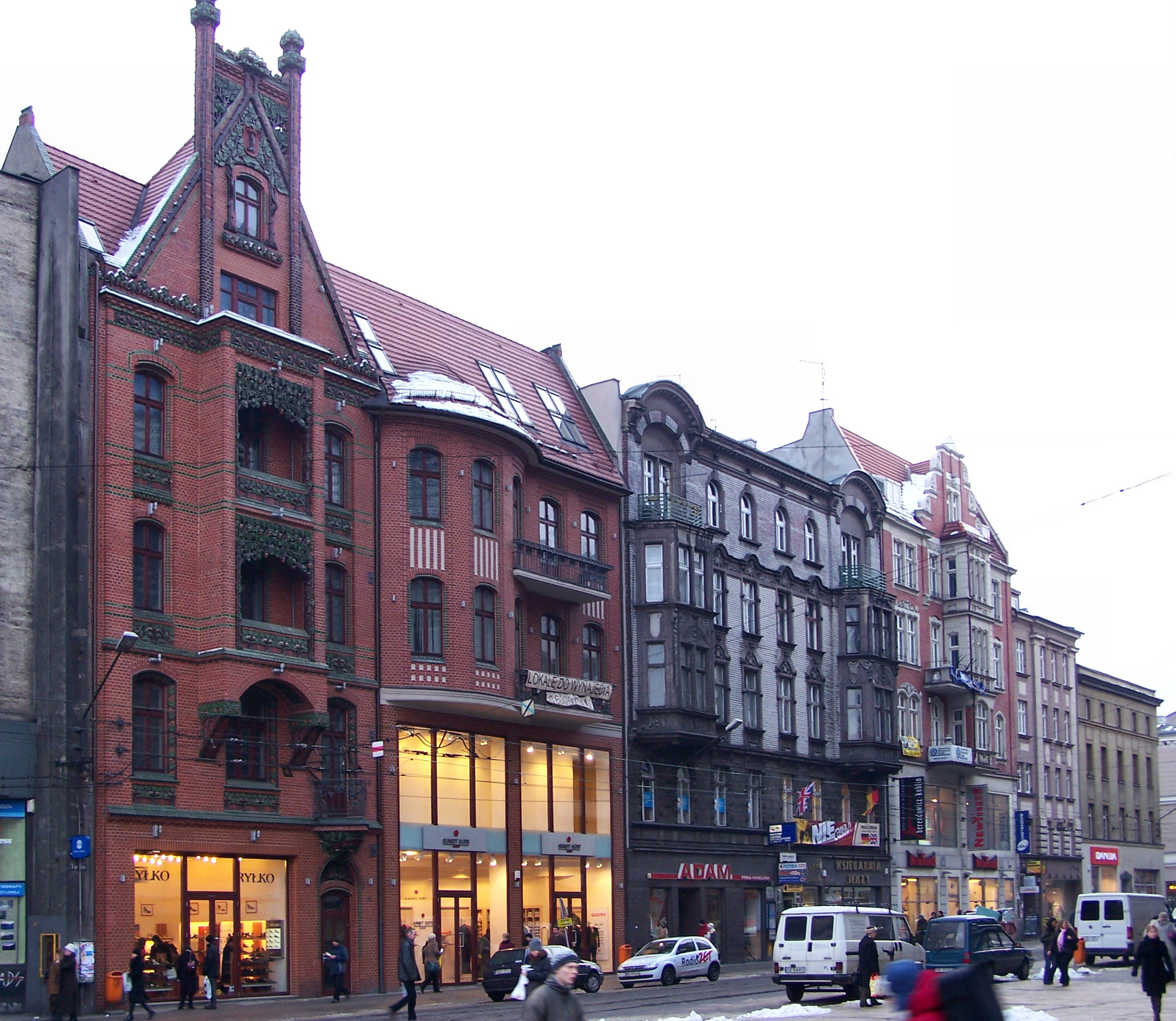
Kamienica (pośrodku) w 2006 roku, przed renowacją fasady

Kamienica została wzniesiona w 1899 roku według projektu Antona Zimmermanna, a wybudowano ją w miejscu trójkondygnacyjnego, neorenesansowego domu. Pierwszymi właścicielami kamienicy byli kolejno Jacob Morawietz i Hugo Lipschütz.
Przed 1939 rokiem w kamienicy działała firma „Textil” oferująca firany, dywany, story i chodniki, także sprzedająca porcelanę spółka „Pagel”.
W 2009 roku budynek przeszedł modernizację, a w listopadzie 2016 roku rozpoczęły się prace renowacyjne kamienicy. Prace te zakończono w marcu 2017 roku. Przed renowacją fasada kamienicy była licowana białą glazurowaną cegłą, a w czasie ukończenia prac największym najemcą kamienicy była piekarnia. 
Kamienica według stanu z września 2016 roku jest własnością wspólnoty mieszkaniowej.  
W systemie REGON w połowie lipca 2023 roku były zarejestrowane 33 aktywne podmioty gospodarcze z siedzibą przy ulicy 3 Maja 10, w tym m.in.: gabinet rehabilitacji, instytucje finansowe, kancelarie radcy prawnego i adwokackie czy kawiarnia. Ponadto swoją siedzibę miały tutaj wówczas: Instytut Prawa Gospodarczego, Instytut Własności Intelektualnej w Katowicach i Fundacja Silesia Stint. 

## Charakterystyka

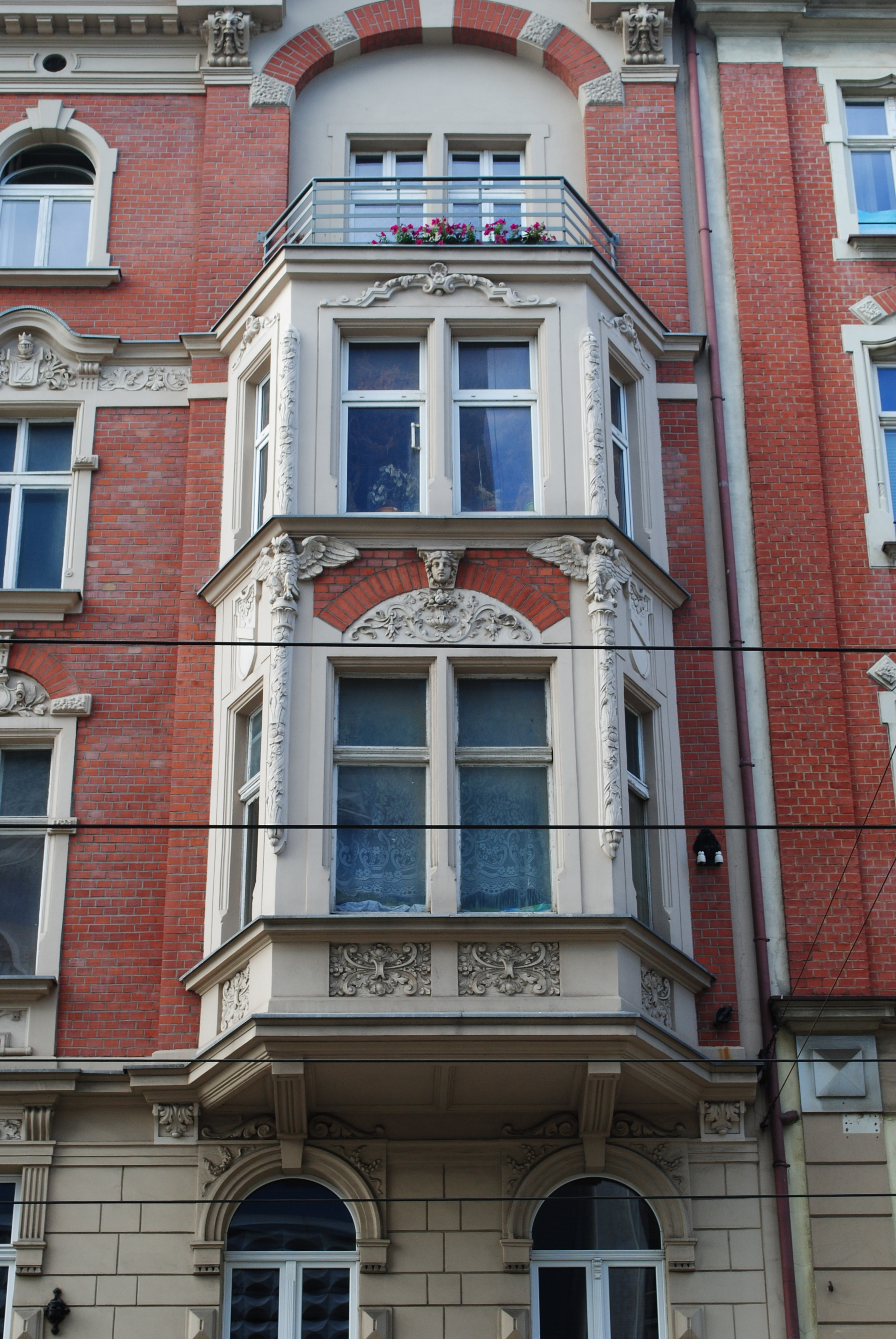
Jeden z wykuszy kamienicy

Kamienica mieszkalno-handlowa położona jest przy ulicy 3 Maja 10 w Katowicach, na obszarze dzielnicy Śródmieście, w pierzei zwartej zabudowy ulicy.
Jest to budynek murowany z cegły, wzniesiony na planie litery „L”, z oficyną boczną, zwieńczona dachem dwuspadowym krytym papą. Powierzchnia użytkowa budynku wynosi 771,04 m², a powierzchnia zabudowy 508 m². Liczy 5 kondygnacji nadziemnych i 1 podziemną.
Kamienica architektonicznie reprezentuje styl eklektyzmu (bądź historyzmu) z elementami modernizmu. Fasada budynku jest symetryczna, sześcioosiowa, a na drugiej kondygnacji ośmioosiowa. Parter został wtórnie przerobiony, pierwsze piętro jest tynkowane i boniowane, a wyższe kondygnacje zostały obłożone cegłą. Skrajne osie na trzeciej i czwartej kondygnacji są zaakcentowane ryzalitami zakończonymi szczytami o łuku odcinkowym. Na nich też znajdują się wykusze zwieńczone balustradami. 
Okna są prostokątne, a na drugiej kondygnacji w skrajnych osiach i na piątej kondygnacji w osiach środkowych są one arkadowe. Wszystkie okna pierwszej kondygnacji ujęto w tynkowane opaski zdobione diamentowymi boniami. Naczółki okien trzeciej kondygnacji i gzyms czwartej kondygnacji zdobione są bogatą dekoracją roślinną. Stolarka okienna jest czterokwaterowa ze ślemieniem, a w oknach arkadowych skrzydła dolne mają podziały szczeblinowe.
Kamienica nie ma bramy przejazdowej. Schody na klatce schodowej są drewniane, dwubiegowe z balustradą drewnianą z toczonych tralek. Na podestach znajduje się lastrykowa posadzka, a okna na klatce są czteropolowe i zakończone łukiem odcinkowym.
Oficyny kamienicy są czterokondygnacyjne i potynkowane.
Kamienica wpisana jest do gminnej ewidencji zabytków miasta Katowice.